# Parafa

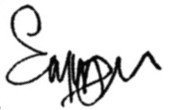
Parafa herečky Emmy Watsonové

Parafa (též podpisová značka, hovorově též muří noha) je zkrácený či zjednodušený podpis nějaké osoby. Parafa je často stylizovaná a obtížně čitelná (mnohdy ji tvoří pouze jediný znak, zpravidla úvodní iniciála), nicméně s jistou úrovní důvěry zachová určitelnost podepsané osoby, tedy její identifikaci a autentizaci.

## V českém právu

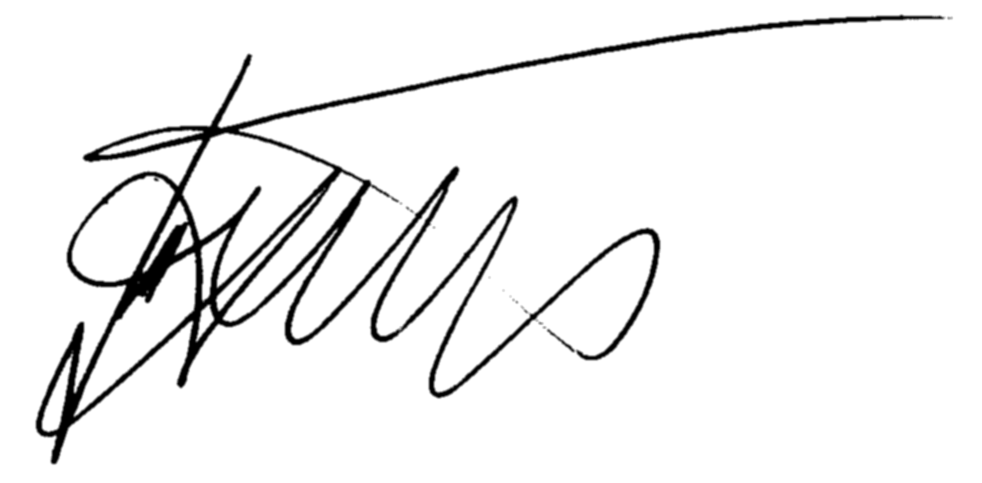
Parafa spisovatele Václava Šorela

Parafu lze využít namísto vlastnoručního podpisu ke stvrzení platnosti dokumentů. Zejména v oblasti soukromého práva je to obvyklé; parafují se tak smlouvy, předávací protokoly, dodací listy a obdobné dokumenty. V oblasti veřejného práva je orgány státní správy při některých úkonech (například při vydávání občanských průkazů a cestovních pasů) od žadatele vyžadováno k vyhotovení čitelného podpisu bez ohledu, zda jde o jejich obvyklý podpis.
Zvláštním případem parafy je tzv. znamení ruky, které je určené pro osoby které nemůžou číst a psát, ale jsou schopny seznámit se s obsahem dokumentu pomocí přístrojů či speciálních pomůcek nebo prostřednictvím jiné osoby. Namísto podepsání či parafování poté na dokumentu před alespoň dvěma svědky vytvoří rukou nebo jinak vlastní znamení, ke kterému jeden ze svědků připíše jméno jednajícího. Může se jednat například o tři křížky („+++“ či „XXX“) nebo obdobný symbol.

## V mezinárodním právu
Slovy parafa či parafování je někdy označován také předběžný podpis státníků pod nějaký významný dokument (např. mezistátní či mezinárodní smlouvu, úmluvu, konvenci apod.), který bude následně později odsouhlasen vládou či parlamentem a poté bude slavnostně podepsán (ratifikován).